# Transplantation pulmonaire

La transplantation pulmonaire , ou greffe pulmonaire, est une opération chirurgicale consistant à remplacer un poumon (greffe monopulmonaire) ou les deux poumons (greffe bipulmonaire) lorsque ceux-ci sont atteints de maladies dégénératives telles que la fibrose pulmonaire, la bronchopneumopathie chronique obstructive et l'emphysème, ou encore la mucoviscidose.

## Histoire
La première greffe pulmonaire est réalisée en 1963 aux États-Unis. Les premières greffes pulmonaires étaient décevantes en raison des rejets, des infections ou de problèmes de cicatrisation. C'est au début des années 1980 avec la découverte de la Ciclosporine A, un puissant immunosuppresseur, que les transplantations pulmonaires prennent leur essor. Environ 1 500 sont réalisées chaque année dans le monde.